# Questerre Energy
Questerre Energy Corporation é uma companhia petrolífera baseada em Calgary, porém sediada em Oslo, Noruega.

## História
A companhia foi estabelecida em 2000.